# Осада Пондишерри (1748)
Осада Пондишерри (англ. Siege of Pondicherry, фр. Siège de Pondichéry) — осада порта Пондишерри, входившего в состав французских колониальных владений в Индии, английскими войсками и ВМФ Британской империи, произошедшая в августе-октябре 1748 года. Оказало огромное влияние на дальнейший ход кампании.

## Предыстория
14 сентября 1746 года, вскоре после начала военных действий на территории Индии, части французской армии осадили британскую крепость Мадрас и 21 сентября штурмом овладели ею. Благодаря этому инициатива на два ближайших года перешла в руки французов, которым, однако, не удалось захватить крупнейший оплот их противников, форт Сент-Дэвид. В июле 1748 года на территории форта высадился адмирал ВМФ Британской империи Эдвард Боскауэн, в ведении которого находилось 8 военных кораблей и контингент войск численностью 1400 человек. С определённого времени его действия координировались совместно с адмиралом Гриффином, а также Британской Ост-Индской компанией, поэтому в подчинении Боскауэна было 30 военных кораблей, 3700 военнослужащих европейского происхождения и 2000 сипаев. По мнению Эдварда, данных сил хватало для одержания победы в результате планировавшейся осады Пондишерри.

## Ход сражения
Численность гарнизона составляла 4800 человек, в том числе 1800 европейцев и 3000 сипаев, находившихся под командованием Жозефа Франсуа Дюплеи. По указу Дюплеи в районе Пондишерри был возведён ряд дополнительных фортификационных укреплений и крепость, расположенная в двух милях к югу, Арианкопанг.
Первоначально Боскауэн планировать занять эту крепость, лежавшую на пути в Пондишерри. Он повёл свои войска в лобовую атаку, планируя с лёгкостью овладеть Арианкопангом, но французам удалось её отбить, понеся при этом огромные потери. После чего началась длительная осада. Для французов настали тяжёлые времена. Комендант крепости, офицер-швейцарец М. Парадиса, для оказания отпора наступавшим англичанам выдели небольшое кавалерийское формирование, долженствовавшее овладеть окопами, в которых находились военнослужащие британской военно-морской бригады. В результате акта у англичан началась паника, и французы взяли в плен майора Стринджера Лоуренса, ранее разгромившего противника в ходе сражения при Куддалоре. Однако через некоторое время в Арианкопанге произошёл взрыв склада боеприпасов. Разоружив крепость, французы после трёхнедельных боёв отступили к Пондишерри.
Огромный урон нанесла Боскауэну некомпетентность британских инженерных частей при осаде города. 6 сентября они приступили к работам в районе первой параллели, однако производить подкопы в одних и тех же местах пришлось два раза, что только увеличило количество потраченного времени. Французы произвели вылазку, не увенчавшуюся успехом, в ходе которой Парадису убили, чем англичане и воспользовались.
Успешные военные действия привлекли на их сторону набоба Карнатика, Анвар-уд-дина, однако силы французов были ещё огромны, несмотря на их кажущуюся слабость. У британцев ушёл месяц на возведение двух орудийных батарей. За данное время Дюплеи удалось модернизировать фортификационные сооружения. 7 октября англичане приступили к бомбардировке, однако мощь огня французской батареи контрбатарейной борьбы превосходила мощь огня британцев в два раза. Огонь кораблей английских ВМФ, стоявших на мелководье, вследствие расположения их на расстоянии в 1000 ярдов от крепости, оказался совершенно неэффективным. В 1748 году сезон дождей в Индии начался гораздо раньше обычного, и окопы осаждавших, находившихся в бездействии до этого времени, наполнились водой.
11 октября, на четвёртый день после начала бомбардировки, Боскауэн, понимания, что несёт большие потери, принял решения о штурме пехотными частями крепости. В ходе атаки англичан французами были уничтожены около 1000 европейских военнослужащих, находившихся на службе в британской армии, а также неисчислимое множество сипаев. Штурм не увенчался успехом.

## Последствия
К тому времени война за австрийское наследство в Европе подходила к концу, и 18 октября в Аахене заключили мирный договор. В ноябре весть о перемирии дошла до Индии, и военные действия на время были прекращены. Согласно заключенному договору Мадрас переходил в руки англичан, а расположенный в Канаде Луисбург — к французам. На короткий промежуток времени в Индии установился мир. В 1749 году началась Вторая карнатическая война, в ходе которой происходила борьба за власть различных индийских князей, ряд которых поддерживался Великобританией, а другие — Францией.